# Johann Heinrich von Ostein

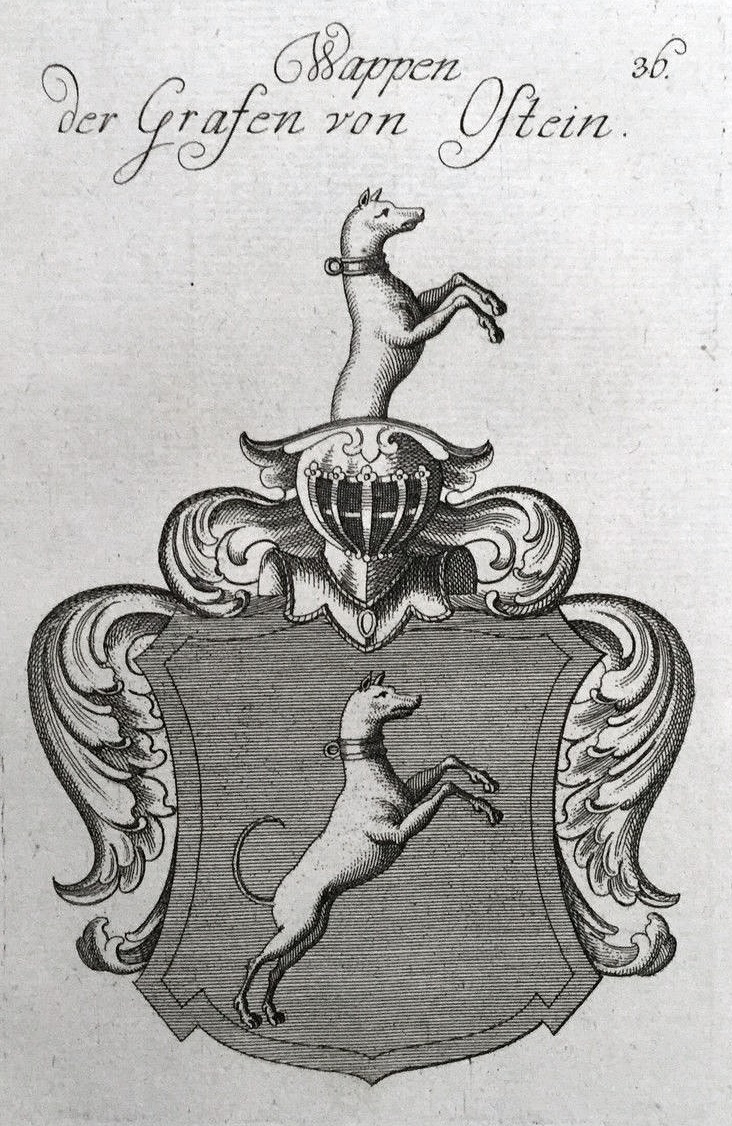
Wappen der elsässischen Adelsfamilie von Ostein

Johann Heinrich von Ostein (* 1579; † 26. November 1646 in Delsberg) war ab 1628 für achtzehn Jahre Fürstbischof des Bistums Basel.

## Leben
Johann Heinrich von Ostein stammte aus dem elsässischen Adelsgeschlecht der Ostein und wurde geboren als Sohn von Johann Jakob I. von Ostein sowie seiner Frau Apollonia geb. von Hallweil. Franz Kaspar von Stadion (1637–1704), der spätere Fürstbischof von Lavant, war sein Großneffe.
Ostein wurde 1594 in das Domkapitel von Basel aufgenommen. Im Jahr 1604 avancierte er zum  Propst des Klosters Moutier-Grandval und war von 1611 bis 1614 als Basler Generalvikar tätig. Er sass zudem ab 1611 im geistlichen Rat.
In Delsberg wurde Johann Heinrich von Ostein 1628 zum Bischof von Basel ernannt. 1629 erfolgte die Bischofsweihe in Pruntrut, Konsekrator war der Basler Weihbischof Jean Bernard d’Angeloch. Er eröffnete 1630 das Kapuzinerkloster Delsberg und zwei Jahre später das Kapuzinerkloster Sulz im Elsass. Das Herrschergebiet des Bischofes wurde ab 1632 von den beim Dreissigjährigen Krieg beteiligten Parteien als Durchgangsland missbraucht und so führten Plünderungen und Besetzung der Ajoie durch die Franzosen von 1636 bis 1643 zur Verarmung des Hochstifts. Von 1632 bis 1640 lebte von Ostein kriegsbedingt ausserhalb seiner Residenz.